# زاوية مسطحة
الزاوية المُسَطَّحَة هي الزاوية ثنائية الأبعاد أي الزاوية التي تكون في فضاء ثنائي الأبعاد يعرف فيه الطول والعرض فقط بدون الإرتفاع وهي نوع الزاوية التي تستخدم في الهندسة المستوية بعكس الزاوية المجسمة ثلاثية الأبعاد التي تسخدم في الهندسة الفراغية التي تكون في فضاء ثلاثي الأبعاد يعرف فيه الطول والعرض والإرتفاع معاً.